# Hochschule Akershus
Die Hochschule Akershus (norwegisch: Høgskolen i Akershus – kurz HiAk -) war eine staatliche Hochschule im norwegischen Ort Kjeller in der Kommune Lillestrøm, Provinz Akershus. Sie war eine von 30 öffentlichen, staatlichen Hochschulen und hatte rund 3700 Studenten und 280 Angestellte (2006). Mit Wirkung zum 1. August 2011 fusionierte sie mit der Hochschule Oslo zur Hochschule Oslo und Akershus.
Die Hochschule wurde von April 2008 bis August 2011 von Jan Grund geleitet. Seine Vorgänger waren von 2003 bis 2007 Lars Aukrust; davor Nina Tollefsen. Es existierten ehemals folgende vier Fakultäten:
- Fakultät für Sozialpädagogik (Avdeling for atferdsvitenskap)
- Fakultät für Gesundheit, Ernährung und Management (Avdeling for helse, ernæring og ledelse)
- Fakultät für Produktdesign (Avdeling for produktdesign)
- Faculty für Lehramt (Avdeling for yrkesfaglærerutdanning)